# Acide triphosphorique
L’acide triphosphorique, également appelé acide tripolyphosphorique, est un composé chimique de formule H5P3O10. Composé de trois unités phosphoriques, il s'agit du terme suivant l'acide pyrophosphorique H4P2O7 parmi les acides polyphosphoriques. L'adénosine triphosphate (ATP) est un ester d'acide triphosphorique très important en biologie moléculaire, où il intervient pour favoriser thermodynamiquement les réactions biochimiques de l'anabolisme par hydrolyse en ADP + Pi :
ATP + 2 H2O → ADP + Pi + H3O+ : ΔrG°' = −30,5 kJ mol−1.